# Sysoj Borodin
Sysoj Kapitanowicz Borodin, ros. Сысой Капитонович Бородин (ur. 18 lipca 1883 w Rosji, zm. 20 lutego 1961 r. we Francji) – rosyjski wojskowy formacji Kozaków Dońskich (generał major), dowódca pułku Kozaków Dońskich w służbie niemieckiej pod koniec II wojny światowej, emigracyjny działacz ruchu Kozaków Dońskich.
Ukończył junkierską szkołę kozacką w Nowoczerskasku. Służył w 6 Pułku Kozaków Dońskich. W 1912 r. ukończył nikołajewską akademię wojskową sztabu generalnego. W momencie wybuchu I wojny światowej służył w sztabie 1 Dywizji Kawalerii Kozaków Dońskich. W sierpniu 1916 r. awansował do stopnia podpułkownika. Od 27 listopada tego roku pełnił funkcję oficera sztabowego do specjalnych poruczeń przy sztabie XIV Korpusu Armijnego. W 1917 r. został szefem sztabu Turkiestańskiej Dywizji Strzeleckiej. Pod koniec tego roku przyjechał nad Don, gdzie w marcu-kwietniu 1918 r. brał udział w powstaniu antybolszewickim, wystawiając kozacki pułk kawalerii. W maju został szefem sztabu w randze pułkownika korpusu kawaleryjskiego gen. Konstantina K. Mamontowa. Po wyrzuceniu bolszewików znad Donu wybrano go członkiem kozackiego wojskowego kręgu, gdzie był przedstawicielem komisji wojskowej. Jednocześnie pełnił funkcję szefa sztabu VIII Korpusu Dońskiego. Od lutego 1919 r. był szefem sztabu generalnego Wojska Dońskiego w stopniu generała majora. W marcu 1920 r. wycofał się wraz ze swoimi wojskami na Krym, gdzie podporządkował się głównodowodzącemu armii białych gen. Piotrowi Wranglowi. Objął funkcję szefa sztabu 3 Dońskiej Dywizji Kawalerii. Po ewakuacji z Krymu do Turcji w listopadzie 1920 r., przebywał krótko na wyspie Lemnos, a następnie zamieszkał w Bułgarii. W połowie lat 20. przeniósł się do Francji, gdzie pracował jako górnik i paryski taksówkarz. Po zajęciu Francji przez wojska niemieckie w 1940 r., podjął współpracę z Niemcami. Służył u atamana Piotra N. Krasnowa. W grudniu 1944 r. został nominowany na komendanta kozackiej szkoły oficerskiej przy Kozackim Stanie atamana Timofieja Domanowa w północnych Włoszech. Jednakże szkoła nie została uruchomiona. Był oskarżany o sympatie do gen. Andrieja Własowa, stąd do końca marca 1945 r. nie pełnił żadnej funkcji. W kwietniu tego roku został dowódcą pułku Kozaków Dońskich w składzie Kosaken-Reiter-Brigade „Turkul” gen. Antona W. Turkula. W maju przedostał się do Niemiec na tereny zajęte przez Amerykanów. Uniknął repatriacji do ZSRR. W 1950 r. wyjechał do Paryża. Działał w kozackim ruchu emigracyjnym. W 1953 r. był jednym z kandydatów na stanowisko atamana Wojska Dońskiego, ale zrezygnował na rzecz gen. P.K. Pisajewa. Zmarł 20 lutego 1961 r. pod Paryżem.